# 东安舜皇山国家森林公园
东安舜皇山国家森林公园，原称湖南省东安舜皇山国家森林公园，是位于湖南省永州市东安县的一个国家森林公园。辖区在行政上以大庙口林场之名列为东安县下辖的一个类似乡级单位。

## 大庙口林场的行政区划
下辖以下地区：
紫云工区生活区、江口工区生活区、塘家工区生活区、大龙江工区生活区、大坳工区生活区、杉木坳工区生活区、舜皇工区生活区和西岭工区生活区。